# 植夫橐吾
植夫橐吾（学名：Ligularia fangiana）是菊科橐吾属的植物，为中国的特有植物。分布于中国大陆的四川等地，生长于海拔3,600米的地区，多生长在草坡，目前尚未由人工引种栽培。